# Río Atuel
Der Río Atuel ist ein etwa 600 km langer Fluss in Argentinien. Er fließt durch die beiden Provinzen Mendoza und La Pampa. 

## Verlauf
Der Atuel entspringt in den Anden auf 3080 m im gleichnamigen Gletschersee Laguna Atuel. Danach fließt er zunächst Richtung Südwesten und bildet ein breites Gebirgstal. Südöstlich von El Sosneado macht er einen großen Bogen, wodurch er seinen Verlauf in nordöstliche Richtung ändert. Bei El Nihuil entsteht durch das Aufstauen des Flusses der 96 km² große Stausee El Nihuil. Direkt danach bildet der Fluss einen 60 km langen Canyon sowie den Stausee Valle Grande. In diesem Abschnitt fällt der Fluss von 1250 auf 700 Meter herab und erzeugt dadurch starke Stromschnellen. Nachdem er den südlichen Teil von San Rafael erreicht hat, ändert sich sein Weg wieder in Richtung Süden. Südlich von Paso de Los Algarrobos mündet er schließlich in den Río Salado del Oeste.